# Ortenaukreis
Der Ortenaukreis ist der flächengrößte Landkreis in Baden-Württemberg. Er gehört zum Verband Region Südlicher Oberrhein im Regierungsbezirk Freiburg. Kreisstadt und zugleich bevölkerungsreichste Stadt des Ortenaukreises ist Offenburg.

## Geographie

### Lage
Der Ortenaukreis hat Anteil an der Oberrheinischen Tiefebene, am Mittleren Schwarzwald und am Nordschwarzwald, dessen höchste Erhebung, die Hornisgrinde, im nordöstlichen Kreisgebiet liegt. Den Ortenaukreis durchschneiden viele Täler, darunter die Flusstäler der Schutter, Kinzig, Rench und Acher, alle vier rechte Nebenflüsse des Rheins, wobei die Kinzig der bedeutendste Schwarzwald-Fluss des Kreises ist.

### Nachbarkreise
Der Ortenaukreis grenzt im Uhrzeigersinn im Norden beginnend an die Landkreise Rastatt, Freudenstadt, Rottweil, Schwarzwald-Baar-Kreis und Emmendingen. Im Westen bildet der Rhein die natürliche Grenze zur Region Grand Est (bis 2015 Elsass) in Frankreich mit den dortigen Arrondissements Sélestat-Erstein und Strasbourg innerhalb des Départements Bas-Rhin.

### Natur
Der Ortenaukreis besitzt folgende 23 Naturschutzgebiete. Nach der Schutzgebietsstatistik der Landesanstalt für Umwelt, Messungen und Naturschutz Baden-Württemberg (LUBW) stehen 3.107,40 Hektar der Kreisfläche unter Naturschutz, das sind 1,68 Prozent.
Oftmals erstrecken sich die Naturschutzgebiete über die Gemarkungen mehrerer Gemeinden; teilweise auch über das Gebiet anderer Landkreise (Schliffkopf, Elzwiesen, Taubergießen und Schlossberg-Hauberg).
| Naturschutzgebiet                | Größe (in Hektar) | Kreisanteil (in Hektar) | Gemeinde, Gemarkung                                                   |
| -------------------------------- | ----------------- | ----------------------- | --------------------------------------------------------------------- |
| Schliffkopf                      | 1396,3            | 520,1                   | Stadt Oppenau (Gemarkungen Lierbach und Maisach), Ottenhöfen, Seebach |
| Hoher Geisberg                   | 21,0              | 21,0                    | Schuttertal                                                           |
| Sauscholle                       | 29,2              | 29,2                    | Neuried (Gemarkung Ichenheim)                                         |
| Langwald                         | 34,5              | 34,5                    | Hohberg (Gemarkung Niederschopfheim)                                  |
| Glaswaldsee                      | 22,0              | 22,0                    | Bad Peterstal-Griesbach (Gemarkungen Schapbach und Bad Peterstal)     |
| Gottschlägtal-Karlsruher Grat    | 151,0             | 151,0                   | Ottenhöfen im Schwarzwald                                             |
| Waldmatten                       | 58,9              | 58,9                    | Schwanau (Gemarkung Wittenweier)                                      |
| Roßwört                          | 13,4              | 13,4                    | Stadt Kehl (Gemarkung Leutesheim)                                     |
| Elzwiesen                        | 410,8             | 129,3                   | Ringsheim, Rust (Baden)                                               |
| Hornisgrinde-Biberkessel         | 95,1              | 95,1                    | Sasbach (Gemarkung Obersasbach), Sasbachwalden                        |
| Hinterwörth-Laast                | 82,4              | 82,4                    | Stadt Rheinau (Baden)                                                 |
| Altwasser Goldscheuer            | 6,1               | 6,1                     | Stadt Kehl (Gemarkung Goldscheuer)                                    |
| Mittelgrund Helmlingen           | 103,0             | 103,0                   | Stadt Rheinau (Baden) (Gemarkungen Helmlingen und Freistett)          |
| Talebuckel                       | 37,5              | 37,5                    | Stadt Offenburg (Gemarkung Rammersweier)                              |
| Salmengrund                      | 185,0             | 185,0                   | Meißenheim, Neuried (Baden)                                           |
| Saure Matten                     | 18,5              | 18,5                    | Ettenheim                                                             |
| Thomasschollen                   | 219,5             | 219,5                   | Meißenheim, Schwanau                                                  |
| Sundheimer Grund                 | 20,2              | 20,2                    | Stadt Kehl, Willstätt                                                 |
| Eckenfels                        | 32,1              | 32,1                    | Stadt Oppenau                                                         |
| Taubergießen                     | 1697,0            | 1349,7                  | Kappel-Grafenhausen, Rust (Baden)                                     |
| Unterwassermatten                | 324,4             | 324,4                   | Hohberg, Schutterwald, Neuried (Baden)                                |
| Schlossberg-Hauberg              | 107,0             | 17,2                    | Hornberg                                                              |
| Dörlinbacher Grund-Münstergraben | 34,7              | 34,7                    | Ettenheim, Ringsheim, Kappel-Grafenhausen                             |
| Gesamt                           | 5099,6            | 3504,8                  |                                                                       |

### Geologie
Die Rheinebene
Die Rheinebene in der Ortenau unterscheidet sich deutlich von der Ebene im südlichen Abschnitt des Oberrheingrabens. In der Ortenau fehlt das dort bis zu 15 m hohe Hochgestade, das eine klare Abgrenzung schafft zwischen der höher gelegenen Niederterrasse, die in der letzten Kaltzeit, der Würm-Kaltzeit, vom Rhein und seinen Nebenflüssen aufgeschüttet wurde, und der Aue, dem Ergebnis der nacheiszeitlichen Eintiefung des Rheins und seiner Zuflüsse in die Niederterrassensedimente. Stattdessen ist die Rheinebene in der Ortenau gekennzeichnet durch zahlreiche feuchte (holozäne) Niederungen sowie durch kiesige, vielfach mit Hochflutlehm oder Sand bedeckte (pleistozäne), für Ackerbau und als Siedlungsstandort geeignete Niederterrassenflächen, die sich nur wenig, meist ohne Geländestufe über die feuchten Niederungen erheben. Tektonische Senkungsbewegungen in diesem Bereich des Oberrheingrabens haben ein tieferes nacheiszeitliches Einschneiden des Rheins und seiner Zuflüsse und damit die Entstehung von Niederterrassenplatten mit stärker ausgeprägtem Hochgestade verhindert.
Etwas nördlich Mahlberg setzt als breiter Streifen die feuchte Unditz-Schutter-Niederung mit Niedermoor- und Torfböden ein. Sie entstand bereits im Eiszeitalter als Sammelrinne der aus dem Schwarzwald kommenden Gewässer, die in ihr den Rhein erst weiter nördlich erreichten. Früher führten hier die hohen Grundwasserstände zur Versumpfung und Vermoorung. Auch nördlich Offenburg zieht sich eine solche feuchte, einst dem Grünland und Wald überlassene Randniederung, die „Kinzig-Murg-Rinne“, der Vorbergzone entlang. Heute sind in diesen Niederungen und in der Ebene allgemein viele einstige Feuchtgebiete trockengelegt und so ackerbaulich nutzbar geworden.
Seit der Tullaschen Rheinkorrektion sind von der einst breit ausgreifenden amphibischen Auenlandschaft nur noch Reste vorhanden. Das Naturschutzgebiet Taubergießen gibt ein gutes Bild von den früheren Verhältnissen. Eine besondere Erscheinung sind die Gießen. Es handelt sich um Grundwasseraustritte, deren Wasser nach ausgiebiger Filterung im Schotterkörper sehr nährstoff- und sauerstoffarm ist und deshalb auffallend klar an die Oberfläche gelangt.
Das geringe Gefälle der durch die Ebene ziehenden Gewässer hin zum relativ wenig eingetieften Vorfluter Rhein sorgte immer wieder für Hochwasser, Überschwemmungen und Grundwasserprobleme. Das erforderte erhebliche Eingriffe des Menschen in das Gewässernetz. Flüsse und Bäche wurden begradigt und kanalisiert (Kinzig, Unditzkanal, Endingerkanal und andere mehr), Entlastungskanäle geschaffen (zum Beispiel die beiden Rench- und Acher-Flutkanäle oder der Schutter-Entlastungskanal) und eine Vielzahl Entwässerungsgräben angelegt. Im Rahmen des integrierten Rheinprogramms wurden Rückhalteräume im Auenbereich geschaffen. Die Altenheimer Rückhaltepolder und das Kehler Kulturwehr sind seit 1988 im Hochwassereinsatz. Außerdem wurden hier seit 1989 um die 200 Mal ökologische Flutungen durchgeführt.
Der Gefahr einer schädlichen Grundwasserabsenkung durch den Bau des Rheinseitenkanals, aber auch bereits durch die Tullasche Rheinbegradigung begegnete man ab Breisach durch die Schlingenlösung, bei der sich Kanal und Rhein immer wieder vereinigen. Ein neueres Landschaftselement sind auch die zahlreichen Baggerseen.
Die Vorbergzone
Zwischen der Ebene und dem Schwarzwald breitet sich eine wechselnd breite Vorbergzone aus. Deren Untergrund besteht Schollen des Deckgebirges, die bei der Rheingrabenbildung im Tertiär abgesunken sind. Das Deckgebirge (vom Rotliegend und Buntsandstein bis zum Jura) bedeckte ursprünglich auch das Gebiet des Schwarzwaldes, ist dort aber bei dessen Aufsteigen weitgehend der Abtragung anheim gefallen. Die Randschollen des Oberrheingrabens sind weithin mit Löss oder Lösslehm bedeckt, sodass ihre Gesteine kaum aufgeschlossen sind. Durch den Erzabbau bei Ringsheim ergab sich ein größerer Einblick: hier bilden Mitteljura-(Dogger-)Schichten den Untergrund unter dem Löss. Am Galgenberg südwestlich Schmieheim sind in einem aufgelassenen Steinbruch die Trochitenbänke des oberen Muschelkalks aufgeschlossen.
Im Süden sind den durch zahlreiche NNO-streichende Verwerfungen zergliederten Lahr-Emmendinger Buntsandsteinbergen stark zertalte, lössbedeckte Hügel vorgelagert. Charakteristisches Landschaftselement sind die unzähligen in den Löss-(Lehm)  geschnittenen Reb- und Ackerterrassen. (Guter Überblick vom Heubergturm über Ringsheim.) Nördlich davon bis zu den Ortenau-Bühler Vorbergen grenzen diese lössbedeckten Hügel meist direkt an die Hänge des Grundgebirgsschwarzwaldes. Vereinzelt begleiten Buntsandsteinschollen die Verwerfungen, die die Vorbergzone vom kristallinen Grundgebirge trennen. Bei Zunsweier erhebt sich die etwas größere Buntsandsteinscholle des Bruderbergs.
Der Schwarzwald
Der Schwarzwald im Bereich der Ortenau gehört teils dem Mittleren, teils dem Nordschwarzwald an. Als Grenze kann etwa eine Linie Offenburg – Freudenstadt gelten, wobei der nach Süden ausgreifende Oberlauf der Rench bereits zum Nordschwarzwald gehört.
Die Landschaft am Westrand des Nordschwarzwaldes wird als Nördlicher Talschwarzwald bezeichnet. Hier sind die Schichten des Deckgebirges vollständig abgeräumt. Den Untergrund des durch meist gerundete Geländeformen charakterisierten Gebietes bilden Granite (Oberkirchgranit, Seebachgranit) und Gneis (Paragneis). Weiter östlich lagert eine um die 200 Meter mächtige Buntsandsteindecke dem Grundgebirge auf. Hornisgrinde, Melkereikopf, Schliffkopf, Plankopf und Brandkopf sind westliche Bastionen der sich nach Osten fortsetzenden, dabei allmählich abfallenden Buntsandsteindecke. Die Schwarzwaldhochstraße folgt über größere Strecken in etwa der Grenze Grundgebirge/Buntsandstein oder verläuft in dessen Zechsteinsockel. Charakteristisches Landschaftselement auf den Buntsandsteinhochflächen sind die durch Wiederbewaldung bedrohten Feuchtheiden der Grinden.
Der Mittlere Schwarzwald mit der Kinzigmulde erreicht nicht die Höhen wie der Süd- und Nordschwarzwald. Es ist ein Gebiet mit vorwiegend gerundeten Bergformen, das vor allem durch die Kinzig mit ihren Nebenbächen stark zertalt ist. Hier besteht das Grundgebirge hauptsächlich aus Gneisen (Paragneis und Flasergneis). Erst weiter östlich, im Gebiet Triberg-Hornberg-Schiltach ist ein großer Granitpluton freigelegt. Auch um Nordrach steht Granit an. Die Buntsandsteindecke ist im Mittleren Schwarzwald stärker der Abtragung zum Opfer gefallen, lediglich im Mooswald-Gebiet vom Mooskopf und Edelmannskopf bis zum Taschenkopf und dem Gutschkopf haben sich größere Reste von Buntsandstein (über einem Rotliegend-/Zechsteinsockel) erhalten.
An verschiedenen Stellen lagern Quarzorphyrdecken (Rhyolithe), Zeugnisse permischen Vulkanismus', dem Grundgebirge auf, so etwa vom Binzenbühl, wo ein aufgelassener Steinbruch die Säulenstruktur des erstarrten Glutflusses erkennen lässt, bis zum Rauhkasten oder vom Brandeckkopf bis zur Hesselbacher Allmend und um den Lierbach oberhalb Oppenau. In der Landschaft fallen die Quarzporphyre durch schroffe Felsbildungen auf, so zum Beispiel beim Karlsruher Grat bei Ottenhöfen. Granit dagegen neigt zur Wollsackverwitterung, die zu den aus (kanten-)gerundeten Blöcken bestehenden „Felsburgen“ führen kann. Beispiele sind der Kutzenstein bei Renchen und der Dasenstein bei Kappelrodeck.
In einem schmalen tektonischen Graben zwischen Berghaupten und Diersburg haben sich Steinkohle führende Oberkarbonsedimente erhalten. Der Abbau der Kohle endete Anfang 20. Jahrhundert. Das ganze Grundgebirge ist von erz- und mineralführenden Gängen durchzogen, die schon im Mittelalter ausgebeutet wurden. Erwähnt werden müssen auch die Mineralquellen, die an tiefe Verwerfungen im Grundgebirge gebunden sind und schon früh zur Entstehung von Heilbädern führten (in Griesbach schon seit der 2. Hälfte des 16. Jahrhunderts).
Eine Hinterlassenschaft des Eiszeitalters sind die zahlreichen Karbildungen im Buntsandstein des Nordschwarzwaldes, von denen die Mummelseenische am bekanntesten ist.

#### Radonvorsorgegebiet
Der Ortenaukreis liegt in einem der vom Land Baden-Württemberg ermittelten Radonvorsorgegebiete. Diese sind laut Strahlenschutzgesetz verpflichtend zu ermitteln sowie festzulegen und betreffen folgende Gemeinden (Stand 15. Dezember 2020):
- Gutach (Schwarzwaldbahn) (Gemeinde-Kennziffer 8317039)

## Geschichte
Der Landkreis hat seinen Namen von der historischen Landschaft Ortenau.
Der Ortenaukreis wurde durch die Kreisreform am 1. Januar 1973 durch die Vereinigung der Landkreise Kehl (ohne die nördlichen Gemeinden), Lahr, Offenburg und Wolfach (ohne die östlichen Gemeinden) sowie des südlichen Teils des Landkreises Bühl gebildet.
Am 1. Juli 1978 gab es einen Gebietsaustausch zwischen den Städten Schiltach (Landkreis Rottweil) und Wolfach.

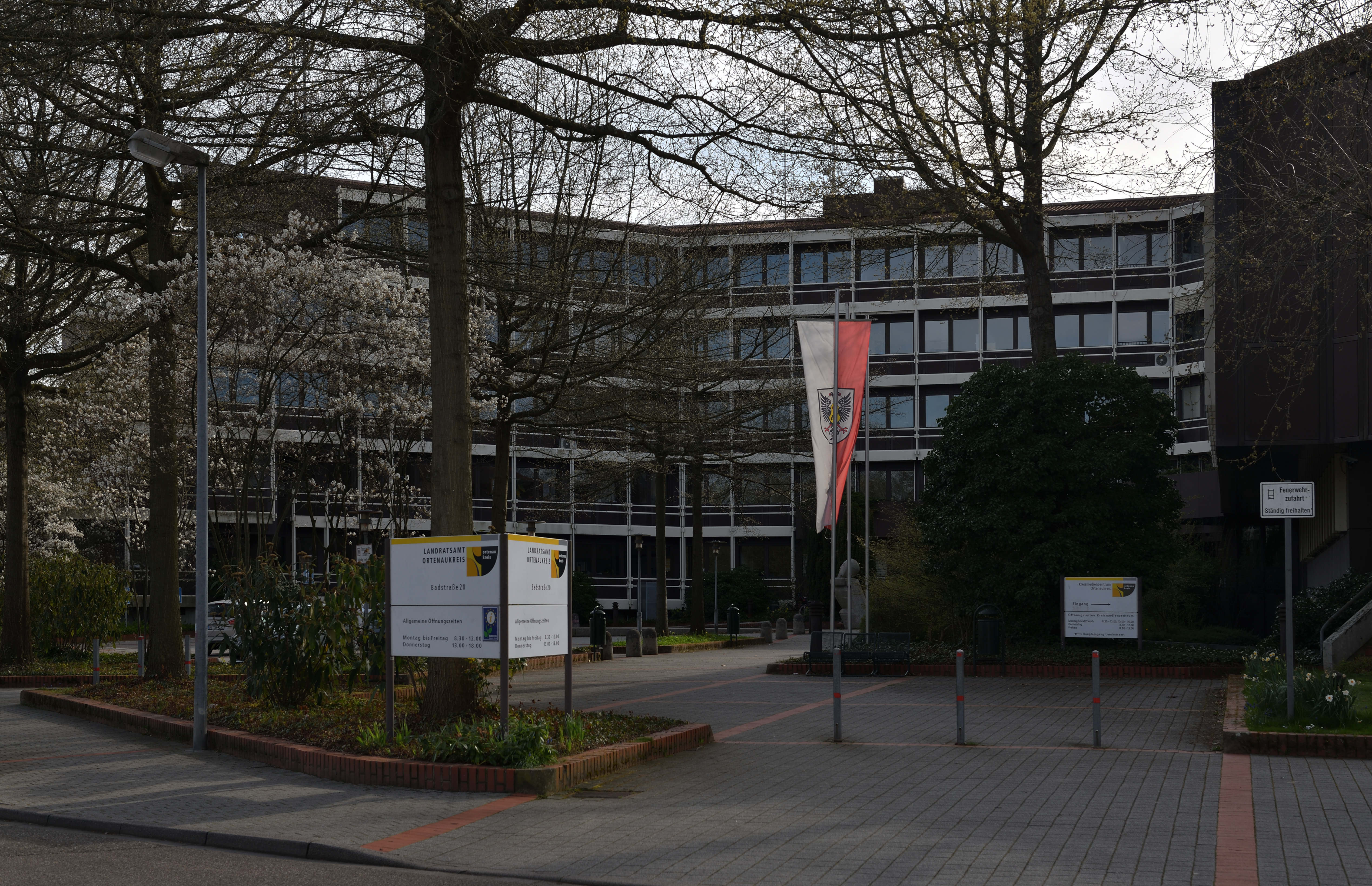
Landratsamt Offenburg

Das heutige Kreisgebiet gehörte bis 1803 zu verschiedenen Herrschaften und kam dann an Baden, welches zunächst die bestehenden Ämtereinteilung (Achern, Appenweier, Rheinbischofsheim, Ettenheim, Gengenbach, Haslach, Hornberg, Kork, Mahlberg, Lahr, Oberkirch, Offenburg und Wolfach) beibehielt. Doch schon 1813 wurden die ersten Ämter aufgelöst. Es folgten weitere Auflösungen, bis gegen Ende des 19. Jahrhunderts nur noch die Amtsbezirke Achern, Bühl, Ettenheim, Kork (ab 1881 Kehl), Lahr, Oberkirch, Offenburg und Wolfach bestanden. 1924 kam das Bezirksamt Ettenheim zum Bezirksamt Lahr und das Bezirksamt Achern zum Bezirksamt Bühl. 1936 wurde das Bezirksamt Oberkirch mit dem Bezirksamt Offenburg vereinigt sowie einige Grenzbereinigungen bei den anderen Bezirksämtern durchgeführt. Seit dem 1. Januar 1939 hießen die Bezirksämter Landkreis. Letztmals wurden 1939 unter den nun noch bestehenden vier Landkreisen Grenzveränderungen durchgeführt, bis sie 1973 im Ortenaukreis aufgingen.
Der Ortenaukreis umfasst nach Abschluss der Gemeindereform 51 Gemeinden sowie ein unbewohntes gemeindefreies Gebiet. Von den 51 Gemeinden haben 16 das Stadtrecht und hiervon haben fünf den Status einer „Großen Kreisstadt“ (Achern, Kehl, Lahr/Schwarzwald, Oberkirch und Offenburg). Größte Stadt ist Offenburg, kleinste Gemeinde ist Seebach.

## Statistik

### Einwohnerstatistik

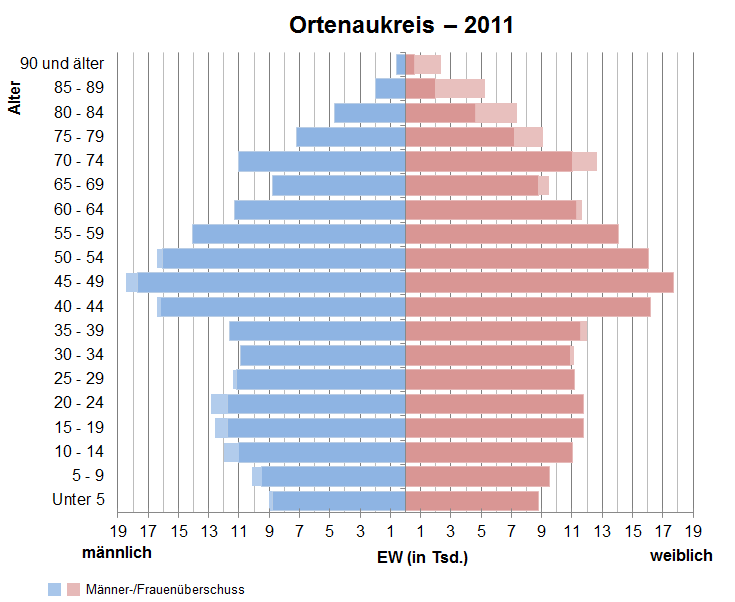
Bevölkerungspyramide für den Ortenaukreis (Datenquelle: Zensus 2011)

Die Einwohnerzahlen sind Volkszählungsergebnisse (¹) oder amtliche Fortschreibungen des Statistischen Landesamts Baden-Württemberg (nur Hauptwohnsitze).
| Datum             | Einwohner |
| ----------------- | --------- |
| 31. Dezember 1973 | 356.855   |
| 31. Dezember 1975 | 355.613   |
| 31. Dezember 1980 | 355.385   |
| 31. Dezember 1985 | 353.536   |
| 25. Mai 1987¹     | 354.655   |
| 31. Dezember 1990 | 371.725   |

| Datum             | Einwohner |
| ----------------- | --------- |
| 31. Dezember 1995 | 395.070   |
| 31. Dezember 2000 | 408.126   |
| 31. Dezember 2005 | 416.410   |
| 31. Dezember 2010 | 417.513   |
| 31. Dezember 2015 | 420.106   |
| 31. Dezember 2020 | 432.580   |

### Konfessionsstatistik
2022 ist die Zahl der Mitglieder der evangelische Kirche erstmals unter 100.000 im Kreis gefallen. Mit 1731 (fast 0,5 % der Gesamtbevölkerung) ist die Kirchenaustritte aus der Evangelischen Kirche sind in der Ortenau 2023 zwar leicht zurückgegangen, sind aber weiterhin auf einem hohen Niveau.
Der Anteil der Protestanten und Katholiken an der Gesamtbevölkerung sinkt jährlich um einen Prozentpunkt. Gemäß dem Zensus 2022 waren am 25. Mai 2022 21,8 % (95.503) der Einwohner evangelisch, 43,0 % katholisch, und 35,2 % waren konfessionslos, gehörten einer anderen Glaubensgemeinschaft an oder machten keine Angabe.

## Politik
Der Landkreis wird vom Kreistag und vom Landrat verwaltet.

### Kreistag
Der Kreistag wird von den Wahlberechtigten im Landkreis auf fünf Jahre gewählt. Die Kommunalwahl am 9. Juni 2024 führte zu dem in den Diagrammen dargestellten Ergebnis.
- LiLO: 1
- SPD: 10
- Grüne: 8
- FW: 17
- FDP: 5
- CDU: 27
- AfD: 10

Die Wahlergebnisse vergangener Wahlen sind in folgender Übersicht dargestellt:
| Parteien und Wählergemeinschaften | Parteien und Wählergemeinschaften           | % 2019 | Sitze 2019 | % 2014 | Sitze 2014 | % 2009 | Sitze 2009 | % 2004 | Sitze 2004 | % 1999 | Sitze 1999 | % 1994 | Sitze 1994 | % 1989 | Sitze 1989 |
| CDU                               | Christlich Demokratische Union Deutschlands | 33,62  | 29         | 39,78  | 36         | 38,65  | 36         | 43,3   | 38         | 43,7   | 39         | 39,0   | 37         | 42,0   | 43         |
| FW                                | Freie Wähler Ortenau                        | 22,04  | 19         | 19,87  | 18         | 22,28  | 22         | –      | –          | –      | –          | –      | –          | –      | –          |
| WG *                              | Wählervereinigungen                         | –      | –          | –      | –          | –      | –          | 21,6   | 20         | 19,8   | 18         | 17,2   | 18         | 16,8   | 18         |
| SPD                               | Sozialdemokratische Partei Deutschlands     | 14,6   | 12         | 18,76  | 15         | 17,38  | 14         | 20,4   | 17         | 24,5   | 21         | 26,1   | 23         | 25,9   | 25         |
| Grüne                             | Bündnis 90/Die Grünen                       | 15,05  | 12         | 11,12  | 9          | 9,35   | 7          | 7,7    | 6          | 6,2    | 5          | 9,0    | 8          | 6,9    | 6          |
| FDP                               | Freie Demokratische Partei                  | 5,57   | 4          | 5,28   | 5          | 9,86   | 8          | 6,6    | 5          | 4,7    | 4          | 6,0    | 5          | 6,7    | 6          |
| LiLO                              | Liste Lebenswerte Ortenau / Die Linke       | 2,16   | 2          | 2,12   | 2          | 2,49   | 1          | –      | –          | –      | –          | –      | –          | –      | –          |
| AfD                               | Alternative für Deutschland                 | 6,24   | 5          | 2,01   | 1          | –      | –          | –      | –          | –      | –          | –      | –          | –      | –          |
| OL                                | Ortenauer Liste                             | 0,72   | 0          | 1,04   | 1          | –      | –          | –      | –          | –      | –          | –      | –          | –      | –          |
| REP                               | Die Republikaner                            | –      | –          | –      | –          | –      | –          | –      | –          | 1,1    | –          | 2,3    | 1          | 1,7    | 1          |
| Sonst.                            | Sonstige                                    | –      | –          | –      | –          | –      | –          | 0,4    | –          | –      | –          | 0,5    | –          | –      | –          |
| Gesamt                            | Gesamt                                      | 100    | 83         | 100    | 87         | 100    | 88         | 100    | 86         | 100    | 87         | 100    | 92         | 100    | 99         |
| Wahlbeteiligung                   | Wahlbeteiligung                             | 48,7 % | 48,7 %     | 50,2 % | 50,2 %     | 52,0 % | 52,0 %     | 54,3 % | 54,3 %     | 66,1 % | 66,1 %     | 61,0 % | 61,0 %     |        |            |

* WG: Wählervereinigungen, da sich die Ergebnisse von 1989 bis 2004 nicht auf einzelne Wählergruppen aufschlüsseln lassen.

### Landräte
Der Landrat ist gesetzlicher Vertreter und Repräsentant des Landkreises sowie Vorsitzender des Kreistags und seiner Ausschüsse. Er leitet das Landratsamt und ist Beamter des Kreises. Zu seinem Aufgabengebiet zählen die Vorbereitung der Kreistagssitzungen sowie seiner Ausschüsse. Er beruft Sitzungen ein, leitet diese und vollzieht die dort gefassten Beschlüsse. In den Gremien hat er kein Stimmrecht. Sein Stellvertreter ist der Erste Landesbeamte.
| Die Landräte des Landkreises Kehl 1945–1972 - 1945:–1947 Friedrich Stephan - 1945–1947: Karl Ludwig Schecher - 1947–1951: Peter Mayer - 1951–1955: Wolfgang Bechtold - 1955–1972: Walter Schäfer Die Landräte des Landkreises Lahr 1945–1972 - 1945–1946: Wilhelm Lenssen - 1946:–1947 Josef Astfäller (kommissarisch) - 1946–1947: Wilderich Cuno - 1947–1948: Pius Uhrig - 1948–1955: Viktor Huber von Gleichenstein - 1955–1972: Georg Wimmer | Die Landräte des Landkreises Offenburg 1945–1972 - 1945–1946: Julius Vierneisel - 1946–1970: Eduard Joachim - 1970–1972: Gerhard Gamber Die Landräte des Landkreises Wolfach 1945–1972 - 1945–1946: Hans Seydel - 1946–1965: Ludwig Heß - 1965–1972: Werner Ackenheil Die Landräte des Ortenaukreises seit 1973 - 1973–1992: Gerhard Gamber - 1992–2000: Günter Fehringer - 2000–2008: Klaus Brodbeck - 2008–2024: Frank Scherer - seit 2024: Thorsten Erny |

### Wappen und Flagge
| Wappen des Ortenaukreises | Blasonierung: „In Silber ein rot bewehrter und rot bezungter schwarzer Doppeladler mit goldenem Brustschild; darin der silbern gerüstete Hl. Georg auf schwarzem Pferd mit roter Satteldecke, mit der Lanze einen grünen Lindwurm erlegend.“ |
| Wappen des Ortenaukreises | Wappenbegründung: Das Wappen knüpft an das Wappen des Kantons Ortenau der Reichsritterschaft an. Der Adler steht auch für die ehemals freien Reichsstädte Offenburg, Gengenbach, Zell am Harmersbach, das freie Reichstal Harmersbach sowie für die vorderösterreichische Reichslandvogtei Ortenau, bevor die Gebiete 1805 an Baden fielen. (Wappen-Verleihung am 31. August 1973; das Wappen wurde jedoch bereits seit 1962 vom damaligen Landkreis Offenburg geführt). |

Die Flaggenfarben des Ortenaukreises sind Rot-Weiß und wurden am 30. Dezember 1987 vom Regierungspräsidium Freiburg verliehen.

### Patenschaften
Im Oktober 2020 beschloss der Verwaltungsausschuss des Ortenaukreises die Übernahme einer Patenschaft für das Jägerbataillon 291. Aufgrund der COVID-19-Pandemie wurde die Patenschaft allerdings erst am 18. Mai 2022 offiziell besiegelt. Der Beschluss war nicht unumstritten, war das Bataillon doch 2017 in den Skandal um den rechtsextremen Soldaten Franco A. verwickelt.

## Wirtschaft und Infrastruktur
Im Zukunftsatlas 2016 belegte der Kreis Platz 116 von 402 Landkreisen, Kommunalverbänden und kreisfreien Städten in Deutschland und zählt damit zu den Regionen mit „Zukunftschancen“. In der Ausgabe von 2019 lag er auf Platz 157 von 401.
Der Ortenaukreis ist stark ländlich geprägt, insbesondere der Anbau von Obst und Wein sowie in den Schwarzwaldtälern die Forstwirtschaft prägen die Region, in der dank des vorteilhaften Klimas und des fruchtbaren Bodens auch noch relativ viele landwirtschaftliche Klein- und Nebenerwerbsbetriebe bestehen. Bekannteste Weinorte innerhalb der (nicht mit dem Landkreis identischen) Weinbauregion Ortenau sind Zell-Weierbach, Durbach, Gengenbach, Ortenberg, Sasbachwalden, Kappelrodeck, Waldulm und Oberkirch.
Industrielle und gewerbliche Schwerpunkte befinden sich in Offenburg (Druck- und Medienindustrie, Maschinenbau), Achern, Kehl (Stahlerzeugung und Caravanbau), Oberkirch (Automobilzulieferindustrie, Papierherstellung), Lahr (Logistik) sowie im Kinzigtal (Maschinenbau).
Der Ortenaukreis ist gemeinsam mit den meisten Kommunen des Kreises – sowie der IHK Südlicher Oberrhein, der Handwerkskammer Freiburg, den Städten Bühl und Schiltach sowie der Gemeinde Bad Rippoldsau-Schapbach – Gesellschafter der Wirtschaftsregion Offenburg/Ortenau (WRO). Die WRO gewährleistet Wirtschaftsförderung, Standortmarketing und Öffentlichkeitsarbeit für die Ortenau. Im Wirtschaftsbeirat der WRO sind rund 140 Unternehmen der Region vertreten.
In der Gemeinde Rust befindet sich mit dem Europa-Park der größte Vergnügungspark im deutschsprachigen Raum. Mit etwa 3600 Angestellten ist der Park gleichzeitig einer der größten Arbeitgeber in der Region. Indirekt werden bis zu 8500 weitere Arbeitsplätze vor allem in der Region gesichert.
Die Grube Clara ist ein Bergwerk in Oberwolfach, in dem die Industrieminerale Schwerspat und Flussspat abgebaut werden und Roherze für Strahler, Touristen und Kinder kostenpflichtig bereitgestellt werden.

### Verkehr

#### Bahnverkehr und ÖPNV
Knotenpunkt des Schienenverkehrs ist die Kreisstadt Offenburg. Sie wurde schon 1844 von Karlsruhe her an die Nord-Süd-Achse der Badischen Staatsbahn angeschlossen; 1845 ging es weiter in Richtung Freiburg. Ferner gab es schon 1844 eine Abzweigung in Appenweier nach Kehl; doch die Rheinüberquerung nach Straßburg fand erst 1861 statt.
Im Jahre 1866 begann der Betrieb der Schwarzwaldbahn von Offenburg im Kinzigtal aufwärts bis Hausach; die schwierige Gebirgsstrecke bis Villingen folgte 1873 und die Nebenlinie nach Wolfach 1878; sie erreichte 1886 Schiltach.
Die Renchthal-Eisenbahn-Gesellschaft nahm 1876 die Strecke Appenweier – Oppenau in Betrieb; diese wurde erst 50 Jahre später durch die Deutsche Reichsbahn 1926 bis Bad Peterstal und 1933 bis Bad Griesbach verlängert.
Kurz vor der Jahrhundertwende entstanden dann noch einige Nebenbahnen. Die Firma Vering & Waechter eröffnete 1898 die Achertalbahn Achern – Ottenhöfen und 1904 die Harmersbachtalbahn Biberach – Zell am Harmersbach – Oberharmersbach-Riersbach. Schließlich folgte noch die Schmalspurbahn vom Rheinufer gegenüber der elsässischen Stadt Rheinau nach Ettenheimmünster am Fuße des Schwarzwaldes; sie kreuzte in Orschweier die Nord-Süd-Achse. In den zwanziger Jahren wurde sie teilweise stillgelegt, der Rest umgespurt.
Die Gebiete zwischen dem Rheinufer und dem Rand des Gebirges wurde durch ein Netz von schmalspurigen Dampfstraßenbahnen erschlossen. Eigentümer war überwiegend die Straßburger Straßenbahn-Gesellschaft, die 1898 ihr linksrheinisches Netz im Elsass durch eine elektrische Straßenbahn Straßburg – Kehl mit dem badischen Netzteil verband; von Kehl führte seit 1892 rheinabwärts eine Linie in Richtung Rastatt, die andere 1898 nach Südosten bis Offenburg mit der Abzweigung in Altenheim nach Ottenheim. Dort bestand ein Anschluss an die Strecke Ottenheim Rheinufer – Lahr – Seelbach der Lahrer Straßenbahn-Gesellschaft. Diese verband auch das Zentrum der Stadt Lahr mit dem außerhalb in Dinglingen liegenden Staatsbahnhof, obwohl schon seit 1865 von dort eine kurze Stichbahn zum Stadtbahnhof durch die Lahrer Eisenbahngesellschaft betrieben wurde.
Dieses umfangreiche Schmalspurnetz, das nach dem Ersten Weltkrieg unter der Firma Mittelbadische Eisenbahnen AG betrieben wurde, verschwand innerhalb von zwanzig Jahren zwischen 1950 und 1970 nebst einigen anderen Bahnen. Damit hat das Eisenbahnnetz von maximal 305 km Länge fast ein Drittel seiner Ausdehnung verloren.
Im Sommer 1998 begann die Ortenau-S-Bahn GmbH (OSB), die der Südwestdeutschen Landesverkehrs-AG (SWEG) gehört, den Schienennahverkehr auf einigen wichtigen Strecken der Deutschen Bahn vom Knotenpunkt Offenburg aus zu betreiben. 2014 wurde die Ortenau-S-Bahn komplett mit der SWEG verschmolzen, und seit diesem Zeitpunkt betreibt die SWEG die Linien der OSB.
Der ÖPNV im Ortenaukreis ist im Tarifverbund Ortenau TGO organisiert, zu dem sich neun Unternehmen zusammengeschlossen haben. Es werden 60 Linien mit einem Gesamtumfang von 1492 km angeboten. Die Tarifierung erstreckt sich bis über die Grenze nach Straßburg, so dass auch die Straßburger Tram mit einem Fahrschein des TGO genutzt werden kann.

#### Fernstraßen
Durch das Kreisgebiet führt die Bundesautobahn 5 Basel–Karlsruhe und mehrere Bundesstraßen, darunter die B 3 Basel–Karlsruhe, die B 28 Straßburg–Freudenstadt und die B 33 Offenburg–Konstanz. Die B 500 („Schwarzwaldhochstraße“) bildet die nordöstliche Kreisgrenze. Ferner erschließen mehrere Landes- und Kreisstraßen den Ortenaukreis.

#### Radverkehr
Durch den Ortenaukreis verlaufen die folgenden Alltagsrouten aus dem Radnetz Baden-Württemberg:
- Von Bühl kommend über Achern, Appenweier, Offenburg, den westlichen Teil von Lahr und an Ettenheim vorbei Richtung Emmendingen
- Von Kehl über Offenburg, Gengenbach, Haslach im Kinzigtal, Hausach und Wolfach Richtung Schramberg und Freudenstadt
- Von Kehl nach Appenweier
- Von Haslach nach Mühlenbach; die geplante Weiterführung nach Elzach („Zielnetz“) besteht noch nicht.
- Von Hausach nach Hornberg; die geplante Weiterführung nach Triberg („Zielnetz“) besteht noch nicht.
- Von Lahr nach Kehl und weiter nach Rheinau (Freistett).

Durch den Landkreis verlaufen die folgenden Landes-Radfernwege: 
- Der baden-württembergische Rheinradweg von Konstanz bis Mannheim ist Teil der rechtsrheinischen Variante des Rheinradwegs, der von der Quelle des Rheins am Oberalppass im Schweizer Kanton Graubünden bis zur Mündung bei Rotterdam führt. Im Ortenaukreis verläuft er meist dicht am Rhein entlang. In Meißenheim umgeht er das Kieswerk, in Kehl den Hafen und in Rheinau quert er die Rench etwas abseits des Rheins. Kurz vor Ende des Gemeindegebiets von Neuried verläuft er aber mit Stufen über eine sehr schmale Brücke („Steinsporebrugg“). Der Radfernweg ist als Eurovelo-Route 15 (Rheinradweg)[29] und als D-Route 8 (Rhein-Route)[30] ausgewiesen.
- Der Badische Weinradweg[31] führt von Grenzach-Wyhlen am Hochrhein nach Laudenbach im Norden Baden-Württembergs, dabei werden sieben der neun badischen Weinanbaugebiete untereinander verbunden. Die Route verläuft meist oberhalb des Rheintals von Kenzingen kommend über Kippenheim und Lahr (Innenstadt) und in einer Schleife über Gengenbach. Weiter führt der Weg oberhalb von Offenburg und über Oberachern Richtung Ottersweier und Bühl.
- Der Naturpark-Radweg Schwarzwald Mitte/Nord führt rund um selbigen Naturpark und verläuft dabei im Ortenaukreis von Freudenstadt über Schiltach kommend durch das Kinzigtal nach Offenburg und oberhalb des Rheintals Richtung Bühl.

#### Luftverkehr
Der Flughafen Lahr sorgt für die Luftverkehrsanbindung des Landkreises, wobei lediglich Geschäfts- und Frachtflüge durchgeführt werden. Der Flughafen Straßburg und der Flughafen Karlsruhe/Baden-Baden liegen nur unweit vom Kreis entfernt. Der Flugplatz Offenburg ist ein Sonderlandeplatz, der außer von Vereinsmaschinen der ansässigen Fliegergruppe nur mit Sondergenehmigung oder mit Werksflüge der ansässigen Flugwerften angeflogen werden darf.

### Kreiseinrichtungen
Der Ortenaukreis ist Träger folgender Beruflichen Schulen:
- Gewerbliche Schulen Achern
- Berufliche Schulen (BSK) Kehl (Gewerbliche und Kaufmännische Schule)
- Gewerbliche Schulen Lahr
- Gewerbliche Schulen Offenburg
- Gewerbliche und Hauswirtschaftliche Schulen Wolfach
- Kaufmännische und Hauswirtschaftliche Schulen Achern
- Kaufmännische Schulen Hausach
- Kaufmännische Schulen Lahr
- Kaufmännische Schulen Offenburg
- Berufliche Schulen im Mauerfeld (Hauswirtschaftliche Schule) Lahr
- Haus- und Landwirtschaftliche Schulen Offenburg
- Forstliches Ausbildungszentrum Mattenhof Gengenbach
- Fachschule für Landwirtschaft Offenburg
- Badische Malerfachschule Lahr

Zudem ist der Landkreis Träger folgender Sonderpädagogischer Bildungs- und Beratungszentren:
- Carl-Sandhaas-Schule mit Schulkindergarten Haslach im Kinzigtal (Förderschwerpunkt geistige Entwicklung)
- Georg-Wimmer-Schule mit Schulkindergarten Lahr (Förderschwerpunkt geistige Entwicklung)
- Hansjakob-Schule mit Schulkindergarten Offenburg (Förderschwerpunkt geistige Entwicklung)
- Astrid-Lindgren-Schule Willstätt-Hesselhurst (Förderschwerpunkt geistige Entwicklung)
- Helme-Heine-Schule Offenburg (Förderschwerpunkt körperlich-motorische Entwicklung)
- Maiwaldschule Achern-Wagshurst (Förderschwerpunkt Sprache)
- Brüder-Grimm-Schule Lahr (Förderschwerpunkt Sprache)
- Renchtalschule für Sprachbehinderte Oberkirch (Förderschwerpunkt Sprache)
- Sonderpädagogisches Bildungs- und Beratungszentrum für Schüler in längerer Krankenhausbehandlung Offenburg

Der Ortenaukreis ist darüber hinaus Träger der fünf Kreiskrankenhäuser Achern, Oberkirch, Ettenheim, Wolfach und Kehl sowie der Kliniken Lahr/Schwarzwald und Offenburg, die jeweils als Eigenbetrieb des Landkreises geführt werden. Weitere Eigenbetriebe sind das Pflege- und Betreuungsheim Ortenau, das Schwarzwälder Freilichtmuseum Vogtsbauernhof und die Abfallwirtschaft.

## Städte und Gemeinden
(Einwohner am 31. Dezember 2024)

### Städte
1. Achern, Große Kreisstadt (26.733)
2. Ettenheim (13.722)
3. Gengenbach (11.081)
4. Haslach im Kinzigtal (7190)
5. Hausach (5851)
6. Hornberg (4154)
7. Kehl, Große Kreisstadt (39.584)
8. Lahr/Schwarzwald, Große Kreisstadt (50.775)
9. Mahlberg (5254)
10. Oberkirch, Große Kreisstadt (19.847)
11. Offenburg, Große Kreisstadt (62.993)
12. Oppenau (4815)
13. Renchen (7582)
14. Rheinau (11.346)
15. Wolfach (5571)
16. Zell am Harmersbach (8129)

### Gemeinden
1. Appenweier (10.374)
2. Bad Peterstal-Griesbach (2583)
3. Berghaupten (2539)
4. Biberach (3799)
5. Durbach (4123)
6. Fischerbach (1704)
7. Friesenheim (13.858)
8. Gutach (Schwarzwaldbahn) (2279)
9. Hofstetten (1789)
10. Hohberg (8186)
11. Kappel-Grafenhausen (5246)
12. Kappelrodeck (6324)
13. Kippenheim (5559)
14. Lauf (4021)
15. Lautenbach (1991)
16. Meißenheim (4149)
17. Mühlenbach (1629)
18. Neuried (9919)
19. Nordrach (1980)
20. Oberharmersbach (2397)
21. Oberwolfach (2527)
22. Ohlsbach (3368)
23. Ortenberg (3553)
24. Ottenhöfen im Schwarzwald (3082)
25. Ringsheim (2645)
26. Rust (4865)
27. Sasbach (5357)
28. Sasbachwalden (2538)
29. Schuttertal (3170)
30. Schutterwald (7320)
31. Schwanau (7054)
32. Seebach (1410)
33. Seelbach (4828)
34. Steinach (3941)
35. Willstätt (10.124)

### Gemeindefreies Gebiet
- Rheinau, gemeindefreier Grundbesitz (unbewohnt)

### Vereinbarte VerwaltungsgemeinschaftenundGemeindeverwaltungsverbände
1. Vereinbarte Verwaltungsgemeinschaft der Stadt Achern mit den Gemeinden Lauf, Sasbach und Sasbachwalden
2. Vereinbarte Verwaltungsgemeinschaft der Stadt Ettenheim mit der Stadt Mahlberg sowie den Gemeinden Kappel-Grafenhausen, Ringsheim und Rust (Baden)
3. Vereinbarte Verwaltungsgemeinschaft der Stadt Gengenbach mit den Gemeinden Berghaupten und Ohlsbach
4. Vereinbarte Verwaltungsgemeinschaft der Stadt Haslach im Kinzigtal mit den Gemeinden Fischerbach, Hofstetten, Mühlenbach und Steinach
5. Vereinbarte Verwaltungsgemeinschaft der Stadt Hausach mit der Gemeinde Gutach (Schwarzwaldbahn)
6. Gemeindeverwaltungsverband Kappelrodeck mit Sitz in Kappelrodeck; Mitgliedsgemeinden: Kappelrodeck, Ottenhöfen im Schwarzwald und Seebach
7. Vereinbarte Verwaltungsgemeinschaft der Stadt Lahr/Schwarzwald mit der Gemeinde Kippenheim
8. Gemeindeverwaltungsverband „Oberes Renchtal“ mit Sitz in Oppenau; Mitgliedsgemeinden: Stadt Oppenau und Gemeinde Bad Peterstal-Griesbach
9. Vereinbarte Verwaltungsgemeinschaft der Stadt Oberkirch mit der Stadt Renchen und der Gemeinde Lautenbach
10. Vereinbarte Verwaltungsgemeinschaft der Stadt Offenburg mit den Gemeinden Durbach, Hohberg, Ortenberg und Schutterwald
11. Vereinbarte Verwaltungsgemeinschaft der Gemeinde Seelbach mit der Gemeinde Schuttertal
12. Vereinbarte Verwaltungsgemeinschaft der Gemeinde Schwanau mit der Gemeinde Meißenheim
13. Vereinbarte Verwaltungsgemeinschaft der Stadt Wolfach mit der Gemeinde Oberwolfach
14. Vereinbarte Verwaltungsgemeinschaft der Stadt Zell am Harmersbach mit den Gemeinden Biberach (Baden), Nordrach und Oberharmersbach

## Kfz-Kennzeichen

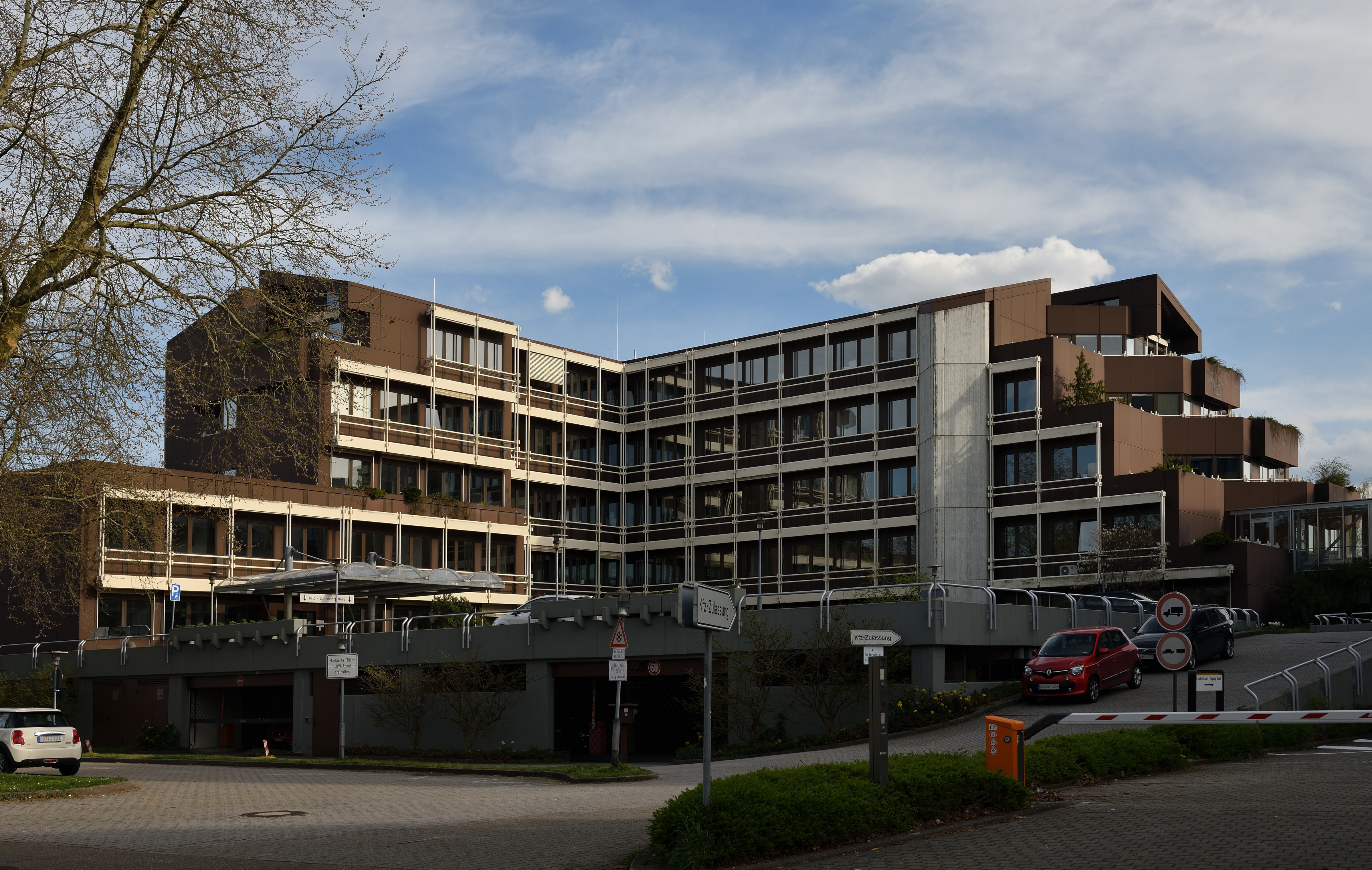
Kfz-Zulassungsstelle des Landratsamts Offenburg

Am 1. Januar 1973 wurde dem Landkreis das seit dem 1. Juli 1956 für den Landkreis Offenburg gültige Unterscheidungszeichen OG zugewiesen. Es wird durchgängig bis heute ausgegeben.
Bis in die 1990er Jahre erhielten Fahrzeuge aus den Altkreisen besondere Erkennungsnummern:
| Gebiet             | Buchstaben | Zahlen      |
| ------------------ | ---------- | ----------- |
| Altkreis Offenburg | A bis Z    | 1 bis 999   |
| Altkreis Offenburg | AA bis ZZ  | 1 bis 99    |
| Altkreis Offenburg | PA bis VZ  | 100 bis 999 |
| Altkreis Lahr      | AA bis EZ  | 100 bis 999 |
| Altkreis Kehl      | HA bis KY  | 100 bis 999 |
| Altkreis Wolfach   | LA bis NZ  | 100 bis 999 |

Aufgrund der Kennzeichenliberalisierung sind seit dem 31. März 2014 die Unterscheidungszeichen KEL, LR, WOL und seit dem 30. März 2015 auch BH erhältlich.